# کشیم سرجوگندمی
کشیم سرجوگندمی یا کشیم سرخاکستری (نام علمی: Poliocephalus poliocephalus) نام یک گونه از تیره کشیم است.